# Desmond Choo

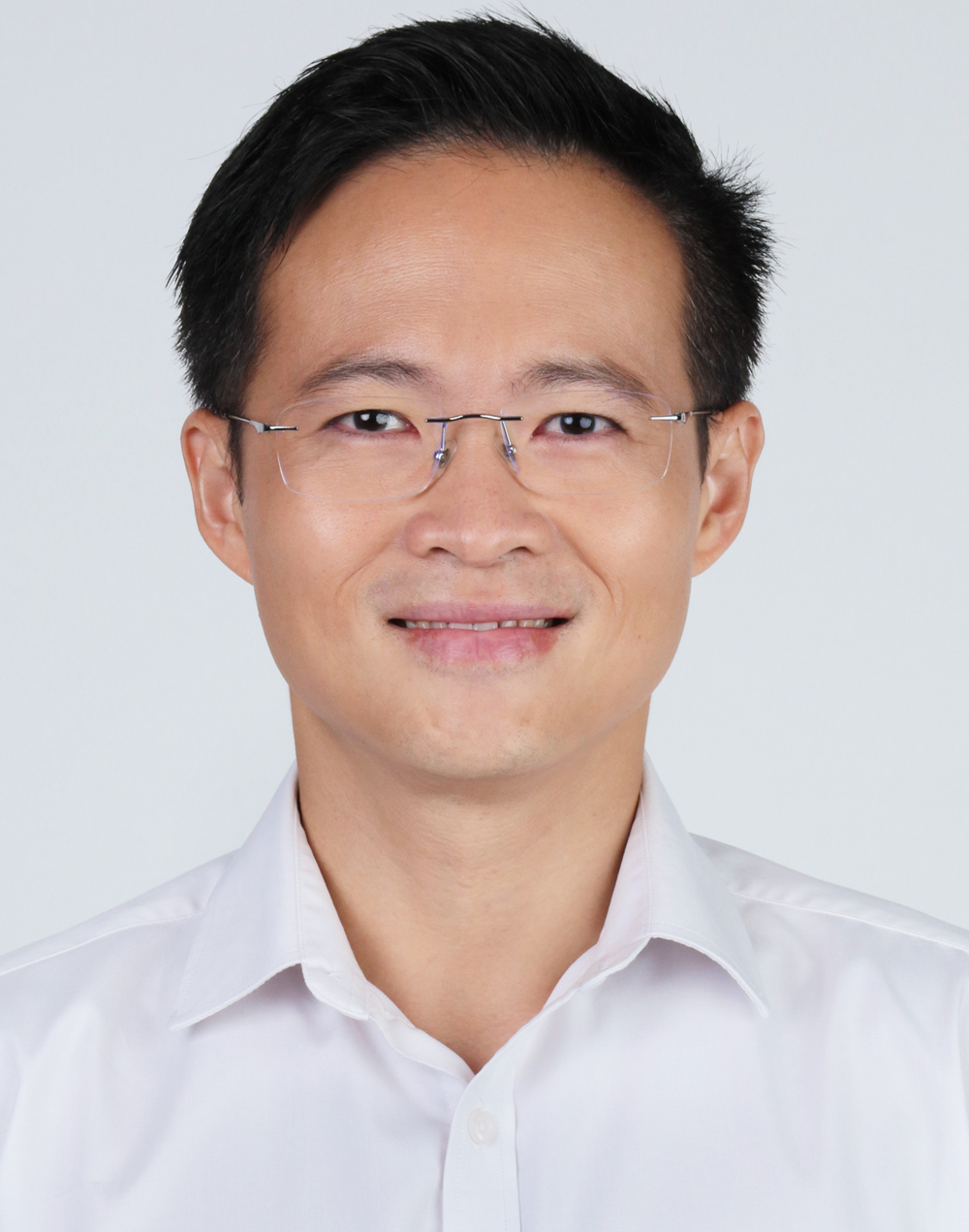
Desmond Choo (2021)

Desmond Choo Pey Ching (* 1978) ist ein singapurischer Politiker und stellvertretender Generalsekretär des National Trades Union Congress (NTUC).

## Leben
Choo wurde an der Ai Tong School, der Catholic High School und dem National Junior College unterrichtet, bevor er ein Übersee-Verdienststipendium der Singapore Police Force erhielt, um Wirtschaftswissenschaften an der Universität von Chicago zu studieren.
Choo begann seine Karriere bei der Singapore Police Force, wo er 13 Jahre lang in verschiedenen Funktionen tätig war, unter anderem als Kommandant des Woodlands Neighborhood Police Center, Leiter der Special Investigation Section und stellvertretender Kommandeur der Clementi Police Division. Er diente auch als Stellvertreter des Arbeitsministeriums, wo er stellvertretender Direktor der Abteilung für Außenpolitik war und als Leibwächter bei der Vereidigung von Premierminister Lee Hsien Loong und anderen neuen Ministern des Kabinetts im Istana behilflich war am 12. August 2004.
Choo verließ die Singapore Police Force, um sich 2010 dem NTUC anzuschließen. Nachdem er zunächst stellvertretender Direktor der Abteilung für Jugendentwicklung des NTUC war, wurde er später stellvertretender Direktor der Abteilung für Arbeitsbeziehungen. Zuvor war er auch Exekutivsekretär der Union of Security Employees und der Singapore Shell Employees Union.
Nachdem Desmond 2013 im Privatsektor bei Kestrel Capital Pte Ltd, einer Investmentfirma, tätig war, trat er im April 2014 wieder in die NTUC ein und ist nun stellvertretender Generalsekretär des National Trades Union Congress (NTUC).
Er ist außerdem Direktor der Abteilung Jugendentwicklung von NTUC und Direktor für Branchentransformation und Produktivität. Er setzt sich für die Belange junger Arbeitnehmer ein und hilft den Arbeitnehmern bei der Bewältigung von Umstrukturierungen und bei der Ausschöpfung der neuen Beschäftigungsmöglichkeiten, die in den Industry Transformation Maps hervorgehoben werden. Er ist außerdem Executive Secretary bei der Union of Telecoms Employees von Singapore und Young NTUC.
Als Mitglied der regierenden Volkspartei (PAP) des Landes ist er derzeit Bürgermeister des Nordostbezirks von Singapur. Er ist seit 2015 Abgeordneter des Parlaments (MP) und vertritt die Tampines GRC in Tampines Changkat. Er wurde am 24. Mai 2017 als Bürgermeister der North East CDC vereidigt.